# Radetići
Radetići (en italien : Radetici) est une localité de Croatie située en Istrie, dans la municipalité de Tinjan, dans le comitat d'Istrie. En 2001, la localité comptait 233 habitants.

## Démographie
| 1948 | 1953 | 1961 | 1971 | 1981 | 1991 | 2001 |
| ---- | ---- | ---- | ---- | ---- | ---- | ---- |
| 482  | 452  | 366  | 299  | 267  | 251  | 233  |